# Лајк Камелот (Висконсин)
Лајк Камелот (енгл. Lake Camelot) насељено је место без административног статуса у америчкој савезној држави Висконсин.

## Демографија
По попису из 2010. године број становника је 826.
| Група             | 2000.    | 2010.       |
| Белци             | 0 (0,0%) | 807 (97,7%) |
| Афроамериканци    | 0 (0,0%) | 1 (0,1%)    |
| Азијати           | 0 (0,0%) | 6 (0,7%)    |
| Хиспаноамериканци | 0 (0,0%) | 6 (0,7%)    |
| Укупно            | 0        | 826         |